# D2PAK

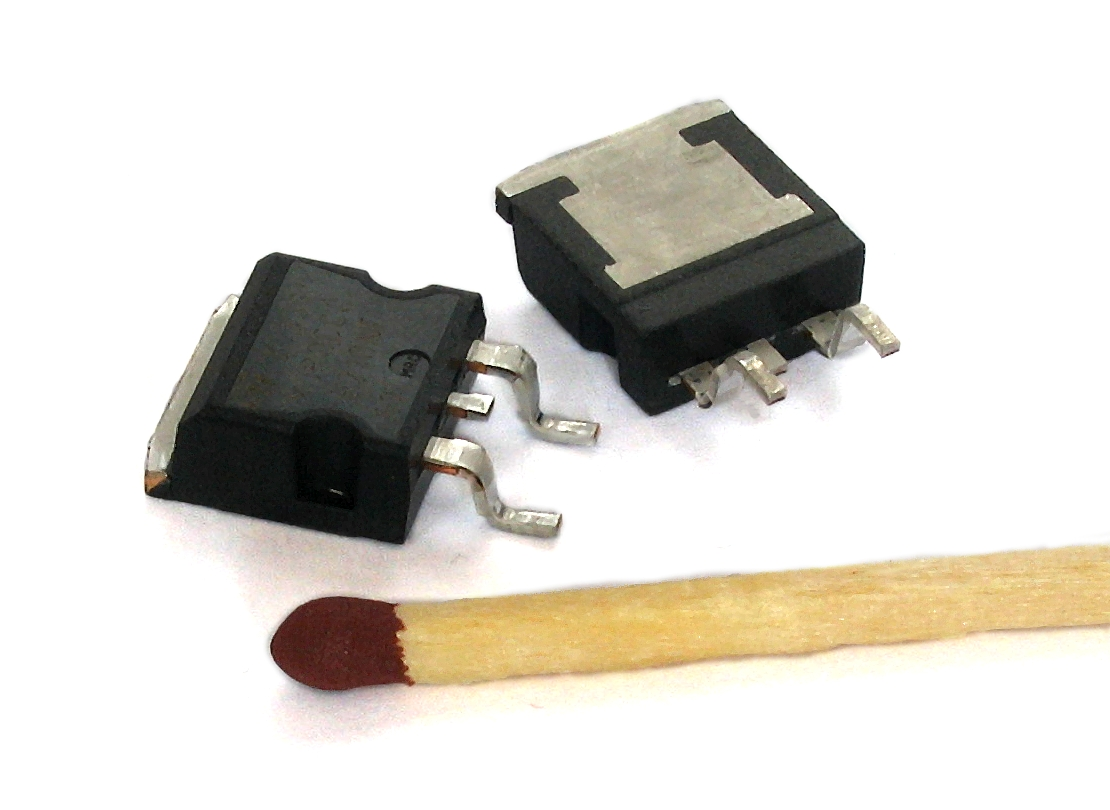
Un par de MOSFETs encapsulados D2PAK.

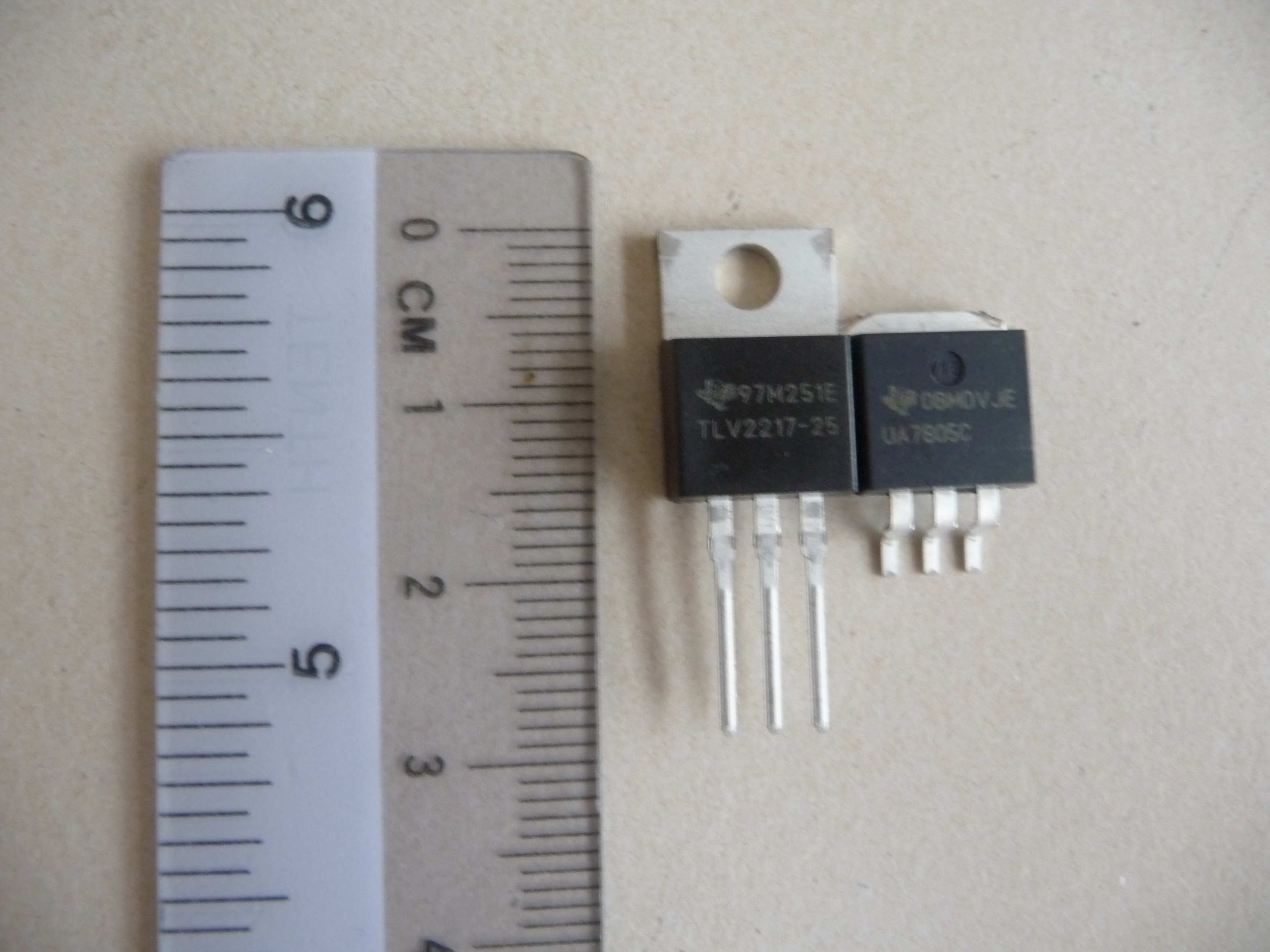
Un encapsulado TO-220 comparado con un D2PAK

El D2PAK o DDPAK, también conocido como (TO-263), se refiere a un tipo de encapsulados destinados al montaje en la superficie de placas en circuitos. Son similares a los anteriores estilo TO-220, encapsulados destinados a la disipación de energía, pero carecen de la pestaña de metálica extendida y orificio de montaje. Al igual que con todos los paquetes de SMT, los pines en un D2PAK se doblan para encastrase contra la superficie de PCB.